# Mexikos ambassad i Stockholm
Mexikos ambassad i Stockholm är Mexikos beskickning i Sverige. Ambassadör sedan 2019 är Francisco del Río. Ambassaden är belägen på Luntmakargatan 34.

## Beskickningschefer
| Namn                 | Period    | Funktion   |
| -------------------- | --------- | ---------- |
| Jorge Lomónaco Tonda | 2012–2014 | Ambassadör |
| Agustín Gasca Pliego | 2014–2018 | Ambassadör |
| Francisco del Río    | 2019–     | Ambassadör |